# Channa burmanica
Channa burmanica är en fiskart som beskrevs av Chaudhuri, 1919. Channa burmanica ingår i släktet Channa och familjen Channidae. IUCN kategoriserar arten globalt som livskraftig. Inga underarter finns listade i Catalogue of Life.